# 加藤学 (実業家)
加藤学（かとう まなぶ、1971年6月20日 - ）は、大阪府出身の実業家。大阪府立狭山高等学校卒。
2004年9月に株式会社ヒューゴを設立

## 経歴
- 株式会社ヒューゴ代表取締役社長（~2011）
- 株式会社ネクストジャパン (東証マザーズ上場) 元取締役。
- 株式会社デジリンクコミュニケーションズ（株式会社ネクストジャパン100%出資）元取締役社長

| スタブアイコン | サブスタブ | この項目は、まだ閲覧者の調べものの参照としては役立たない、人物に関連した書きかけの項目です。この項目を加筆・訂正などしてくださる協力者を求めています（P:人物伝/PJ:人物伝）。 |